# Spirobrachia
Spirobrachia is een geslacht van borstelwormen uit de familie van de Siboglinidae. De wetenschappelijke naam van het geslacht is voor het eerst geldig gepubliceerd in 1952 door Ivanov.

## Soorten
- Spirobrachia grandis Ivanov, 1952
- Spirobrachia leospira Gurjeeva, 1975
- Spirobrachia orkneyensis Smirnov, 2000
- Spirobrachia tripeira Hilario & Cunha, 2008